# Капасеро (Бергамо)
Капасеро је насеље у Италији у округу Бергамо, региону Ломбардија.
Према процени из 2011. у насељу је живело 181 становника. Насеље се налази на надморској висини од 538 м.